# 李任之故居
李任之故居，位于中国广东省东莞市东莞市常平镇横江厦村，为东莞市的一个市、县级文物保护单位，类型为近现代重要史迹及代表性建筑，公布时间为2004年1月8日。
李任之故居的历史年代为民国。